# Ría de Foz
La ría de Foz es una ría gallega de la provincia de Lugo, en Galicia, España.
Está formada por la desembocadura del río de Masma, sus aguas bañan los municipios de Barreiros y Foz, haciendo de límite entre ambos municipios.
- Datos: Q9071577
- Multimedia: Ría de Foz / Q9071577